# Flavius Anastasius Paulus Probus Sabinianus Pompeius
Flavius Anastasius Paulus Probus Sabinianus Pompeius Anastasius (fl. 517) est un homme politique de l'Empire byzantin, consul en 517.

## Biographie
Anastase semble être le fils de Sabinianus, consul en 505 (en), et d'une nièce de l'empereur Anastase Ier (empereur byzantin). Petit-neveu donc de l'empereur Anastase, il pourrait être le frère de Flavius Anastasius Paulus Probus Moschianus Probus Magnus (en), consul en 518 . Mais Christian Settipani fait de lui un fils de Probus, 
Il occupa le consulat pour l'année 517. Un de ses diptyques consulaires est conservé à la Bibliothèque Nationale de France. Selon l'inscription CIL 5, 8120 CIL 13, 10032 il reçut le titre honorifique de comes domesticorum equitum.
Il se maria avec Theodora, fille naturelle de l'impératrice Théodora, épouse de l'empereur Justinien. Ils ont eu trois fils : 
- Anastasius, fl. 571, marié avec Juliana, fille d'Anicius Probus et de sa femme Proba, et ils eurent : 
  - Areobindus : peut-être le père d'Anastasia Areobinda, femme du curopalate Petrus ;
  - et Placidia Anastasia, femme de Jean Mystacon.
- Johannes,
- et Athanasius.